# Lynchius nebulanastes
Lynchius nebulanastes är en groddjursart som först beskrevs av David Cannatella 1984.  Lynchius nebulanastes ingår i släktet Lynchius och familjen Strabomantidae. IUCN kategoriserar arten globalt som otillräckligt studerad. Inga underarter finns listade i Catalogue of Life.